# Cheiradenia
Cheiradenia là một chi thực vật có hoa trong họ, Orchidaceae.